# Reducción de Fukuyama
La reducción de Fukuyama es una reacción orgánica y una reducción orgánica en la que un tioéster es reducido a un aldehído por un hidruro de sililo en presencia de una cantidad catalítica de paladio. Esta reacción fue descubierta en 1990 por Tohru Fukuyama. En un primer alcance, el hidruro de sililo era el hidruro de trietilsililo, y el catalizador era paladio en carbono:
Las reducciones de Fukuyama son usadas para la conversión de ácidos carboxílicos (como precursores tioésteres) a aldehídos, lo que es considerado un procedimiento difícil, debido a la facilidad de una segunda reducción a un alcohol.

## Mecanismo de reacción
El mecanismo de reacción básico para esta reacción toma lugar como un ciclo catalítico:
- Adición oxidativa:

R-C(O)-SR + pd(0)  → RC(O)-Pd(II)-SR
- Transmetalación:

RC(O)-Pd(II)-SR + R3SiH →  RC(O)-Pd(II)-H + R3Si-SR
- Eliminación reductiva:

RC(O)-Pd(II)-H  → RC(O)-H + Pd(0)

## Aplicaciones
En una variación de la reducción de Fukuyama, el núcleo de la molécula BODIPY fue sintetizado a partir del derivado sustituido Sme:
En el Acoplamiento de Fukuyama, relacionada con esta reacción, el hidruro es reemplazado por un nucleófilo de carbono